# Banibangou (département)
Banibangou est un département de la région de Tillabéri au Niger.

## Géographie
Le département s'étend au nord de la région de Tillabéri, sur une superficie de 6 449 km2, il est frontalier du Mali au nord.
|         | Mali       |          |
| Ouallam | Banibangou | Abala    |
|         | Ouallam    | Filingué |

## Histoire
Le poste administratif de Banibangou instauré en 1964, est séparé en 2011 du département de Ouallam et élevé au statut départemental.

## Population
Selon le recensement général de la population et de l'habitat de 2012, le département compte 66 949 habitants. De 2001 à 2012, la population a augmenté en moyenne de 4,5 % par an (pour un accroissement national moyen de : 3,9 %). 

## Administration
Le département couvre une commune rurale : 
- Bani Bangou